# Nagrada Grada Zagreba "Brzi i žestoki"
Nagrada Grada Zagreba "Brzi i žestoki", hrvatsko automobilističko natjecanje. Vrednuje se kao natjecanje za Prvenstvo Hrvatske u vožnji na kronometar i Otvoreno prvenstvo Zagreba u vožnji na kronometar. Organizira ga AK INA Delta iz Zagreba.

## Vanjske poveznice
- Pravilnik  Arhivirana inačica izvorne stranice od 12. studenoga 2019. (Wayback Machine)